# David Diem
David Diem (né le 14 mars 1978 à Montbéliard), est un artiste français autoproduit, auteur, compositeur, interprète, arrangeur, remixeur…  D'une mère d'origine polonaise et d'un père français (saxophoniste à ses heures), il est vocalement influencé par la Soul music, le Blues, le Jazz… Musicalement, il évolue à travers des univers différents. Éclectique et ouvert à toute musicalité, ses titres sortent souvent d'une fusion électro, pop et soul. Comme il le dit lui même, "mon instrument c'est ma voix et toute ma création musicale naît grâce à l'informatique, par facilité mais aussi par manque de musiciens".

## Biographie

### Parcours artistique
Les débuts
- 1995: À 17 ans, il dépose ses premiers titres à la SACEM.
- 1998: Sur la scène de l’Olympia, au sein d’une comédie musicale « Carpe Diem » d'Arnaud Devonlontat.
- 1999: Il apparait sur l’album de Nancy Arnaud sorti au Canada « À défaut d’aimer » (éditions Cœur de Lion).
- 2003 à 2006: Enregistrement en studio de titres en français avec Noa Music (Ari Sebag), avec Fred Montabord en tant que manageur (ancien clavier des Rita Mitsouko), entouré d’Eric Barr et d’Yves Ndjock.
- 2007: Il arrange et mixe le son de l’album « French Chameleon » d’Initial PM.
- 2009 à 2010: Plusieurs collaborations virtuelles, avec Dj Toons, Rim Amine, ainsi qu’Anzares, pour le titre « Back Together » paru sur la compil de la Techno Parade 2010 (EMI)

Autoproduction
- 2011: David Diem décide de s'auto-produire et réalise son premier EP « Alright », disponible sur les plateformes de téléchargement via Believe Digital depuis le 14 avril. Rentrée 2011, le titre "Alright" est propulsé au Top du Net sur Rhône FM (Suisse) et entre directement en programmation.
- 2012: Plusieurs reprises démarrent l'année, dont l'original mash up "Tout le monde" de Juliette Katz[1]. En avril, David fait l'objet d'un article par Olivia Clain dans KeyboardsRecording (#272)[2].
- 2012: Un deuxième EP de 5 titres « Brainwashing » sort en ligne. Juste avant que l'artiste ne mette la musique en pause en 2013 à la suite du décès de sa mère.
- 2021: Après plusieurs années et les évènements tragiques qu'il a traversé, David finit par retrouver le goût et l'envie de refaire de la musique. C'est en français et une ballade forte en émotion que David revient et déclare "Il restera l'amour".

## Discographie
- 8 octobre 2021: Sortie simple "Il restera l'amour" (DDROM)
- 21 juin 2012: Sortie EP 5 titres "Brainwashing" (Believe Digital)
- 20 décembre 2011: Le titre "Try" sur la compilation "I have a dream" pour Laetitita (Asso Emire)
- 14 avril 2011: Sortie Album 9 titres "Alright" (Believe Digital)
- 20 septembre 2010: Le titre "Back together" sur la compilation Techno Parade 2010 (EMI Music France)

## Vidéoclips
1. Octobre 2021: "Il restera l'amour": retour en français avec des images tournées en drone par David lui même.
2. Septembre 2012: "Brainwashing": un titre qui parle du lavage de cerveau.
3. Octobre 2011: "Try" David Diem revient avec un morceau original mettant en scène Karine Delgado[3]...
4. Juin 2011: "Alright": L'artiste lance un appel à ses fans sur le réseau social Facebook pour qu'ils se filment eux-mêmes à cette occasion. Une première version "démo" parait en mars puis le clip sera réédité dans une nouvelle version qui compte alors la présence de plus de 70 figurants, dont la talentueuse et regrettée Sofia_Gon's.
5. Mai 2011: "Is There": 2e vidéoclip autoproduit et filmé avec un smartphone.

## Reprises
1. Novembre 2020: Reprise parodique du titre de Charles Aznavour "La bohème" en mode "La Co vide".
2. Mars 2012: Reprise live du titre de John Legend "Ordinary people".
3. Janvier 2012: Reprise du titre de Juliette Katz "Tout le monde", une version "mash up" avec "No diggity" des Blackstreet.
4. Juillet 2011: Reprise du titre de Mélissa Nkonda "Nouveaux Horizons" et "Free" de Stevie Wonder. Une version originale qui sera partagée sur les réseaux sociaux de la jeune artiste Mélissa ainsi que de son label[4].
5. Mai 2011: Reprise live du titre "Rolling In The Deep" d'Adèle Vs "Natural Blues" de Moby. Cette version fut notamment remarquée au Québec par l'émission "C't'encore drôle" de NRJ Montréal[5].